# Штефан Ґеорґе Ніколау
Штефан Ґеорґе Ніколау (рум. Ștefan S. Nicolau; 15 лютого 1896, Плоєшті, Румунія — 15 жовтня 1967 Бухарест) — румунський вірусолог, мікробіолог і фізіолог, член Румунської академії наук (1946-67), а також президент медичного відділення Румунської академії наук (1948-1967) .

## Біографія
Народився 15 лютого 1896 рокув Плоєшті. Закінчив Бухарестський університет і до 1920 працював там науковим співробітником. У 1920 році Ніколау переїхав до Франції, де з 1920-по 1939 рік працював у Пастерівському інституті в Парижі. У 1939—1942 обіймав посаду професора медичного факультету Ясського університету, а з 1942 року — Бухарестського. Ніколау — засновник і перший директор інституту інфрамікробіології Румунської академії наук (1950). У 1951—1967 роках — обіймав посаду директора дермато-венерологічного інституту в Бухаресті, при цьому з 1961 до 1967 року обіймав посаду заступника голови Великих Національних Зборів Румунії. Якийсь час перебував у Великій Британії, де працював в Національному інституті медичних досліджень у Лондоні.
Помер 15 жовтня 1967 року в Бухаресті.

## Наукові роботи
Основні наукові роботи присвячені медичній вірусології та мікробіології, а також тканинному імунітету у дітей. Ніколау — автор понад десятка наукових робіт, присвячених сказу, вірусним гепатитам, герпесу, жовтій гарячці і ящуру.
- 1922 рік — спільно з К. Левадіті з'ясував генезис антивірусного імунітету.
- 1922 рік — спільно з К. Левадіті виявив ультрафільтрацію вірусів.
- Упродовж 1956—1967 років — довів, що інфаркт міокарда, артеріїт, тромбофлебіт можуть спричинятися великими інфрамікроорганізмами — Rickettsia і параріккетсіямі.
- Засновник школи румунських вірусологів.
- Сприяв обґрунтуванню гіпотези вірусної етіології раку.

## Членство в спільнотах
- Член Румунської академії наук.
- Член Французького товариства гематології.
- Член Французького товариства хіміотерапії.

## Пам'ять
У 1968 році пам'ять Ніколау була увічнена — його ім'я присвоєно створеному ним самим інституту інфрамікробіології Румунської академії наук.